# Max-Ernst-Gesamtschule
Die Max-Ernst-Gesamtschule (MEG) ist eine 1981 gegründete Gesamtschule im Kölner Stadtteil Bocklemünd/Mengenich. Namensgeber ist der Künstler Max Ernst.

## Lage
Die Max-Ernst-Gesamtschule befindet sich im Westen von Köln. Unweit liegt der Westfriedhof. Die Schule liegt an der Militäringsstraße und befindet sich östlich des Görlinger-Zentrums. Mit der Buslinie 127 und der Stadtbahnlinie 3 der Kölner-Verkehrs-Betriebe lässt sich die Schule durch die Haltestelle Ollenhauerring erreichen. Am 27. August 2018 ist die Haltestelle der Stadtbahnlinie 3 Görlinger-Zentrum in Betrieb gegangen, welche die Schule schneller erreichen lässt oder alternativ kommt man mit der Linie 127 durch die Haltestelle Börnestraße ebenfalls zur Schule.

## Schulprofil
Der Ganztag an der Gesamtschule folgt dem integrierten Ansatz.
Damit ist gemeint, dass alle Elemente, die über den fächergebundenen Stundenplan hinausgehen, zu unterschiedlichen Zeiten in den Wochenablauf eingebunden sind.
Die Max-Ernst-Gesamtschule pflegt seit vielen Jahren den sprachlichen und kulturellen Austausch mit europäischen Partnerschulen. Es bestehen bereits langfristige Kontakte zu Schulen in Brive-la-Gaillarde (Frankreich) und Nantwich  (Vereinigtes Königreich).
Seit kürzerer Zeit wurde eine neue Partnerschaft mit dem Gymnazium 19 in Breslau (Polen) geknüpft.
In der EF der Oberstufe besteht das Angebot zum Austausch mit Schülern aus Albacete bei Valencia in Spanien.
Die Max-Ernst-Gesamtschule in Köln ehrt ihren Namensgeber auch im Schulprogramm. Im Jahr 1992, zum 101. Geburtstag von Max Ernst, erhielt die Schule den Namen des Künstlers und legt seitdem einen Schwerpunkt auf die Bildende Kunst.
Darüber hinaus veranstaltet die Schule Ausstellungen, vergibt Kunstpreise und kooperiert mit Künstlern.
Seit 2009 führt die Max-Ernst-Gesamtschule in Bildungspartnerschaft mit der SK Stiftung Kultur der Sparkasse KölnBonn regelmäßig Medienkunstprojekte durch.
Jedes Jahr am Welt-AIDS-Tag sammelt die Schülervertretung der Max-Ernst-Gesamtschule Spenden für die Aidshilfe Köln.

## Bildungsangebot

### Sekundarstufe I
- Hauptschulabschluss (nach Klasse 9)
- Hauptschulabschluss
- Mittlerer Schulabschluss (Realschulabschluss)
- Mittlerer Schulabschluss (Realschulabschluss, mit Qualifikationsvermerk)

### Sekundarstufe II
- Fachgebundene Hochschulreife (Fachabitur, schulischer Teil, nach erfolgreichem Abschluss der Q1)
- Allgemeine Hochschulreife (Abitur)

### Fächer
Im Allgemeinen werden die in Unter- und Oberstufe üblichen Fächer aus der Fächergruppe I (Deutsch, Mathematik und die erste Fremdsprache) unterrichtet.
Ab Klasse 6 haben die Schülerinnen und Schüler ein erstes Wahlpflichtfach zu belegen. An der Max-Ernst-Gesamtschule kann eines der Fächer  Darstellen und Gestalten (DG),  Arbeitslehre, Naturwissenschaften, Französisch und Latein gewählt werden. Die Max-Ernst-Gesamtschule bietet zudem die Fächer Kunst, Textilgestaltung und Musik an. Sport wird ebenfalls in beiden Stufen unterrichtet. In der Unterstufe wird das Fach Hauswirtschaft/Technik im Klassenverband durchgeführt.